# Corée du Sud aux Jeux olympiques d'été de 2020
La Corée du Sud participe aux Jeux olympiques de 2020 à Tokyo au Japon. Il s'agit de sa 18e participation à des Jeux d'été.
Le Comité international olympique autorise à partir de ces Jeux à ce que les délégations présentent deux porte-drapeaux, une femme et un homme, pour la cérémonie d'ouverture. La joueuse de volley-ball Kim Yeon-koung et le nageur Hwang Sun-woo sont nommés par le Comité olympique sud-coréen le 8 juillet 2021.

## Médaillés
| Sport       | Discipline                 | Athlète(s)                                     | Performance                  | Date       |
| ----------- | -------------------------- | ---------------------------------------------- | ---------------------------- | ---------- |
| Tir à l'arc | Par équipes mixte          | Kim Je-deok An San                             | Pays-Bas Victoire 5-3        | 24 juillet |
| Tir à l'arc | Par équipes femmes         | An San Jang Min-hee Kang Chae-young            | ROC Victoire 6-0             | 25 juillet |
| Tir à l'arc | Par équipes hommes         | Kim Je-deok Kim Woo-jin Oh Jin-hyek            | Taipei chinois Victoire 6-0  | 26 juillet |
| Tir à l'arc | Individuel femmes          | An San                                         | Elena Osipova Victoire 29-27 | 30 juillet |
| Escrime     | Sabre masculin par équipes | Oh Sang-uk Kim Jun-ho Kim Jung-hwan Gu Bon-gil | Italie Victoire 45-26        | 28 juillet |
| Gymnastique | Saut de cheval hommes      | Shin Jea-hwan                                  | 14,783 points                | 2 août     |

| Sport     | Discipline                | Athlète(s)                                        | Performance                                  | Date       |
| --------- | ------------------------- | ------------------------------------------------- | -------------------------------------------- | ---------- |
| Escrime   | Épée féminine par équipes | Choi In-jeong Kang Young-mi Lee Hye-in Song Se-ra | Estonie Défaite 32-36                        | 27 juillet |
| Taekwondo | Plus de 67 kg femmes      | Lee Da-bin                                        | Milica Mandić Défaite 7-10                   | 27 juillet |
| Judo      | Moins de 100 kg hommes    | Cho Gu-ham                                        | Aaron Wolf Défaite 00-10                     | 29 juillet |
| Tir       | Pistolet à 25 m           | Kim Min-jung                                      | Vitalina Batsarashkina Défaite 38-38 (+1/+4) | 30 juillet |

| Sport              | Discipline                 | Athlète(s)                                             | Performance                                        | Date       |
| ------------------ | -------------------------- | ------------------------------------------------------ | -------------------------------------------------- | ---------- |
| Escrime            | Sabre masculin individuel  | Kim Jung-hwan                                          | Sandro Bazadze Victoire 15-11                      | 24 juillet |
| Escrime            | Épée masculine par équipes | Kweon Young-jun Ma Se-geon Park Sang-young Song Jae-ho | Chine Victoire 45-42                               | 30 juillet |
| Escrime            | Sabre féminin par équipes  | Choi Soo-yeon Kim Ji-yeon Yoon Ji-su Seo Ji-yeon       | Italie Victoire 45-42                              | 31 juillet |
| Taekwondo          | Moins de 58 kg hommes      | Jang Jun                                               | Omar Salim Victoire 46-16                          | 24 juillet |
| Taekwondo          | Plus de 80 kg hommes       | In Kyo-don                                             | Ivan Trajkovič Victoire 5-4                        | 27 juillet |
| Judo               | Moins de 66 kg hommes      | An Baul                                                | Manuel Lombardo Victoire 10-00                     | 25 juillet |
| Judo               | Moins de 73 kg hommes      | An Chang-rim                                           | Rüstəm Orucov Victoire 01-00                       | 26 juillet |
| Gymnastique        | Saut de cheval femmes      | Yeo Seo-jeong                                          | 14,733 points                                      | 1er août   |
| Badminton          | Double dames               | Kim So-yeong Kong Hee-yong                             | Lee So-hee / Shin Seung-chan Victoire 21-10, 21-17 | 2 août     |
| Pentathlon moderne | Compétition masculine      | Jun Woong-tae                                          | 1 470 points                                       | 7 août     |

| Sport              |   |   |    | Total |
| ------------------ | - | - | -- | ----- |
| Badminton          | 0 | 0 | 1  | 1     |
| Escrime            | 1 | 1 | 3  | 5     |
| Gymnastique        | 1 | 0 | 1  | 2     |
| Judo               | 0 | 1 | 2  | 3     |
| Pentathlon moderne | 0 | 0 | 1  | 1     |
| Taekwondo          | 0 | 1 | 2  | 3     |
| Tir                | 0 | 1 | 0  | 1     |
| Tir à l'arc        | 4 | 0 | 0  | 4     |
| Total              | 6 | 4 | 10 | 20    |

| Jour       |   |   |    | Total |
| ---------- | - | - | -- | ----- |
| 24 juillet | 1 | 0 | 2  | 3     |
| 25 juillet | 1 | 0 | 1  | 2     |
| 26 juillet | 1 | 0 | 1  | 2     |
| 27 juillet | 0 | 2 | 1  | 3     |
| 28 juillet | 1 | 0 | 0  | 1     |
| 29 juillet | 0 | 1 | 0  | 1     |
| 30 juillet | 1 | 1 | 1  | 3     |
| 31 juillet | 0 | 0 | 1  | 1     |
| 1er août   | 0 | 0 | 1  | 1     |
| 2 août     | 1 | 0 | 1  | 2     |
| 7 août     | 0 | 0 | 1  | 1     |
| Total      | 6 | 4 | 10 | 20    |

| Sexe   |   |   |    | Total |
| ------ | - | - | -- | ----- |
| Femmes | 2 | 3 | 3  | 8     |
| Hommes | 3 | 1 | 7  | 11    |
| Mixte  | 1 | 0 | 0  | 1     |
| Total  | 6 | 4 | 10 | 20    |

## Athlètes engagés
| Sport              | Hommes | Femmes | Total |
| ------------------ | ------ | ------ | ----- |
| Athlétisme         | 5      | 2      | 7     |
| Aviron             | 0      | 1      | 1     |
| Badminton          | 3      | 7      | 10    |
| Baseball           | 24     | -      | 24    |
| Basket-ball        | 0      | 12     | 12    |
| Boxe               | 0      | 2      | 2     |
| Canoë-kayak        | 1      | 0      | 1     |
| Cyclisme           | 0      | 2      | 2     |
| Équitation         | 1      | 0      | 1     |
| Escalade           | 1      | 1      | 2     |
| Escrime            | 9      | 9      | 18    |
| Football           | 22     | 0      | 22    |
| Golf               | 2      | 4      | 6     |
| Gymnastique        | 5      | 2      | 7     |
| Haltérophilie      | 3      | 4      | 7     |
| Handball           | 0      | 14     | 14    |
| Judo               | 7      | 7      | 14    |
| Karaté             | 1      | 0      | 1     |
| Lutte              | 2      | 0      | 2     |
| Natation           | 7      | 5      | 12    |
| Pentathlon moderne | 2      | 2      | 4     |
| Plongeon           | 3      | 2      | 5     |
| Rugby à sept       | 13     | 0      | 13    |
| Taekwondo          | 3      | 3      | 6     |
| Tennis             | 1      | 0      | 1     |
| Tennis de table    | 3      | 3      | 6     |
| Tir                | 7      | 8      | 15    |
| Tir à l'arc        | 3      | 3      | 6     |
| Voile              | 4      | 0      | 4     |
| Volley-ball        | 0      | 12     | 12    |
| Total              | 132    | 105    | 237   |

## Résultats

### Athlétisme
| Athlète           | Épreuve               | Finale          | Finale  |
| Athlète           | Épreuve               | Temps           | Rang    |
| ----------------- | --------------------- | --------------- | ------- |
| Oh Joo-han        | Marathon masculin     | Abandon         | Abandon |
| Shim Jung-sub     | Marathon masculin     | 2 h 20 min 36 s | 49e     |
| Choe Byeong-kwang | 20 km marche masculin | 1 min 28 s 12   | 37e     |
| Ahn Seul-ki       | Marathon féminin      | 2 h 41 min 11 s | 57e     |
| Choi Kyung-sun    | Marathon féminin      | 2 h 35 min 33 s | 34e     |

| Athlète        | Épreuve                   | Qualification | Qualification | Finale      | Finale  |
| Athlète        | Épreuve                   | Performance   | Rang          | Performance | Rang    |
| -------------- | ------------------------- | ------------- | ------------- | ----------- | ------- |
| Woo Sang-hyeok | Saut en hauteur masculin  | 2,28 m        | 9e            | 2,35 m NR   | 4e      |
| Jin Min-sub    | Saut à la perche masculin | 5,50 m        | 19e           | Éliminé     | Éliminé |

### Aviron
| Athlète         | Compétition   | Série         | Série | Repêchages    | Repêchages | Quarts de finale | Quarts de finale | Demi-finale                  | Demi-finale | Finale                | Finale |
| Athlète         | Compétition   | Temps         | Rang  | Temps         | Rang       | Temps            | Rang             | Temps                        | Rang        | Temps                 | Rang   |
| --------------- | ------------- | ------------- | ----- | ------------- | ---------- | ---------------- | ---------------- | ---------------------------- | ----------- | --------------------- | ------ |
| Jeong Hye-jeong | Skiff féminin | 8 min 12 s 15 | 5e    | 8 min 26 s 73 | 2e         | 8 min 38 s 70    | 6e               | Demi-finale C/D 8 min 6 s 32 | 6e          | Finale D 8 min 6 s 13 | 24e    |

### Badminton
| Athlète                     | Compétition   | Phase de groupes                                   | Phase de groupes                                  | Phase de groupes                             | Phase de groupes | 1/8e de finale                       | Quarts de finale                                  | Demi-finales                        | Finale / 3e place                | Finale / 3e place                   |
| Athlète                     | Compétition   | Adversaire Score                                   | Adversaire Score                                  | Adversaire Score                             | Rang             | Adversaire Score                     | Adversaire Score                                  | Adversaire Score                    | Adversaire Score                 | Rang                                |
| --------------------------- | ------------- | -------------------------------------------------- | ------------------------------------------------- | -------------------------------------------- | ---------------- | ------------------------------------ | ------------------------------------------------- | ----------------------------------- | -------------------------------- | ----------------------------------- |
| Heo Kwang-hee               | Simple hommes | Lam Victoire 21-10, 21-15                          | Momota Victoire 21-15, 21-19                      | Non disputé                                  | 1er du gr. A     | Exempté                              | Cordón Défaite 13-21, 18-21                       | Éliminé                             | Éliminé                          | Éliminé                             |
| An Se-young                 | Simple dames  | Azurmendi Victoire 21-13, 21-8                     | Adesokan Victoire 21-3, 21-6                      | Non disputé                                  | 1er du gr. C     | Ongbamrungphan Victoire 21-15, 21-15 | Chen Y. Défaite 18-21, 19-21                      | Éliminée                            | Éliminée                         | Éliminée                            |
| Kim Ga-eun                  | Simple dames  | Gaitan Victoire 21-14, 21-9                        | Yeo Victoire 21-13, 21-14                         | Non disputé                                  | 1er du gr. L     | Yamaguchi Défaite 17-21, 18-21       | Éliminée                                          | Éliminée                            | Éliminée                         | Éliminée                            |
| Choi Sol-gyu Seo Seung-jae  | Double hommes | Chia / Soh Défaite 22-24, 15-21                    | Ho-shue / Yakura Victoire 21-14, 21-8             | Ahsan / Setiawan Défaite 12-21, 21-19, 18-21 | 3e du gr. D      | Non disputé                          | Éliminés                                          | Éliminés                            | Éliminés                         | Éliminés                            |
| Kim So-yeong Kong Hee-yong  | Double dames  | G. Stoeva / S. Stoeva Victoire 21-23, 21-12, 23-21 | Kititharakul / Prajongjai Victoire 21-19, 24-22   | Chen Q. / Jia Défaite 21-19, 16-21, 14-21    | 2e du gr. D      | Non disputé                          | Matsumoto / Nagahara Victoire 21-14, 14-21, 28-26 | Chen Q. / Jia Défaite 15-21, 11-21  | Lee / Shin Défaite 10-21, 17-21  | 4e place                            |
| Lee So-hee Shin Seung-chan  | Double dames  | Mapasa / Somerville Victoire 21-9, 21-6            | Fruergaard / Thygesen Défaite 21-15, 19-21, 20-22 | Du / Li Victoire 21-19, 21-12                | 1er du gr. C     | Non disputé                          | Piek / Seinen Victoire 21-8, 21-17                | Polii / Rahayu Défaite 19-21, 17-21 | Kim / Kong Victoire 21-10, 21-17 | Médaille de bronze, Jeux olympiques |
| Seo Seung-jae Chae Yoo-jung | Double mixte  | Tabeling / Piek Victoire 16-21, 21-15, 21-11       | Elgamal / Hany Victoire 21-7, 21-3                | Zheng / Huang Y. Défaite 14-21, 17-21        | 2e du gr. A      | Non disputé                          | Wang / Huang D. Défaite 9-21, 16-21               | Éliminés                            | Éliminés                         | Éliminés                            |

### Baseball
| Phase de groupes    | Phase de groupes       | Phase de groupes | Tour 1                              | Tour 2               | Demi-finale 1                                       | Demi-finale 2          | Finale / 3e place                   | Finale / 3e place |
| Adversaire Score    | Adversaire Score       | Rang             | Adversaire Score                    | Adversaire Score     | Adversaire Score                                    | Adversaire Score       | Adversaire Score                    | Rang              |
| ------------------- | ---------------------- | ---------------- | ----------------------------------- | -------------------- | --------------------------------------------------- | ---------------------- | ----------------------------------- | ----------------- |
| Israël Victoire 6-5 | États-Unis Défaite 2-4 | 2e               | République dominicaine Victoire 4-3 | Israël Victoire 11-1 | Japon aux Jeux olympiques d'été de 2020 Défaite 2-5 | États-Unis Défaite 2-7 | République dominicaine Défaite 6-10 | 4e                |

### Basket-ball
| Épreuve         | Phase de groupe       | Phase de groupe      | Phase de groupe      | Phase de groupe | Quart de finale  | Demi-finale      | Finale / MB      | Rang      |
| Épreuve         | Adversaire Score      | Adversaire Score     | Adversaire Score     | Rang            | Adversaire Score | Adversaire Score | Adversaire Score | Rang      |
| --------------- | --------------------- | -------------------- | -------------------- | --------------- | ---------------- | ---------------- | ---------------- | --------- |
| Tournoi féminin | Espagne Défaite 69-73 | Canada Défaite 53-74 | Serbie Défaite 61-65 | 4e              | Eliminées        | Eliminées        | Eliminées        | Eliminées |

### Boxe
| Athlète    | Catégorie              | 1/16e de finale     | 1/8e de finale       | Quart de finale     | Demi-finale         | Finale              | Rang     |
| Athlète    | Catégorie              | Adversaire Résultat | Adversaire Résultat  | Adversaire Résultat | Adversaire Résultat | Adversaire Résultat | Rang     |
| ---------- | ---------------------- | ------------------- | -------------------- | ------------------- | ------------------- | ------------------- | -------- |
| Im Ae-ji   | Plumes femmes (-57 kg) | Exemptée            | Nicolson Défaite 1-4 | Éliminée            | Éliminée            | Éliminée            | Éliminée |
| Oh Yeon-ji | Légers femmes (-60 kg) | Exemptée            | Potkonen Défaite 1-4 | Éliminée            | Éliminée            | Éliminée            | Éliminée |

### Canoë-kayak
| Athlète       | Compétition     | Série    | Série | Quarts de finale | Quarts de finale | Demi-finale | Demi-finale | Finale B | Finale B |
| Athlète       | Compétition     | Temps    | Rang  | Temps            | Rang             | Temps       | Rang        | Temps    | Rang     |
| ------------- | --------------- | -------- | ----- | ---------------- | ---------------- | ----------- | ----------- | -------- | -------- |
| Cho Kwang-hee | K1 200 m hommes | 35 s 738 | 3e    | 35 s 048         | 1er              | 36 s 094    | 6e          | 36 s 440 | 13e      |

### Cyclisme
| Athlète     | Compétition                 | Qualification        | Qualification | 32ème de finale          | Repêchages 1             | 16ème de finale          | Repêchages 2             | 8ème de finale           | Repêchages 3             | Quarts de finale         | Demi-finale              | Finale Match de classement | Finale Match de classement |
| Athlète     | Compétition                 | Temps Vitesse        | Rang          | Adversaire Temps Vitesse | Adversaire Temps Vitesse | Adversaire Temps Vitesse | Adversaire Temps Vitesse | Adversaire Temps Vitesse | Adversaire Temps Vitesse | Adversaire Temps Vitesse | Adversaire Temps Vitesse | Adversaire Temps Vitesse   | Rang                       |
| ----------- | --------------------------- | -------------------- | ------------- | ------------------------ | ------------------------ | ------------------------ | ------------------------ | ------------------------ | ------------------------ | ------------------------ | ------------------------ | -------------------------- | -------------------------- |
| Lee Hye-jin | Vitesse individuelle femmes | 10 s 904 66,031 km/h | 21e           | Gros Défaite             | Godby Shmeleva Défaite   | Éliminée                 | Éliminée                 | Éliminée                 | Éliminée                 | Éliminée                 | Éliminée                 | Éliminée                   | Éliminée                   |

| Athlète     | Compétition   | 1er tour | Repêchages | Quarts de finale | Demi-finale | Finale (1-6) ou classement (7-12) |
| Athlète     | Compétition   | Rang     | Rang       | Rang             | Rang        | Rang                              |
| ----------- | ------------- | -------- | ---------- | ---------------- | ----------- | --------------------------------- |
| Lee Hye-jin | Keirin femmes | 3e       | 3e         | Éliminée         | Éliminée    | Éliminée                          |

### Équitation
| Athlète       | Cheval   | Compétition | Grand Prix | Grand Prix | Grand prix spécial | Grand prix spécial | Grand prix spécial | Grand prix libre | Grand prix libre | Grand prix libre | Total   | Total   |
| Athlète       | Cheval   | Compétition | Score      | Rang       | Score              | Total              | Rang               | Score            | Total            | Rang             | Score   | Rang    |
| ------------- | -------- | ----------- | ---------- | ---------- | ------------------ | ------------------ | ------------------ | ---------------- | ---------------- | ---------------- | ------- | ------- |
| Kim Dong-seon | Belstaff | Individuel  | 63,447     | 55e        | Éliminé            | Éliminé            | Éliminé            | Éliminé          | Éliminé          | Éliminé          | Éliminé | Éliminé |

### Escalade
| Athlète       | Compétition    | Qualifications | Qualifications | Qualifications | Qualifications | Qualifications | Qualifications | Qualifications | Qualifications | Qualifications | Finale  | Finale  | Finale   | Finale  | Finale     | Finale     | Finale     | Finale  | Finale  |
| Athlète       | Compétition    | Vitesse        | Vitesse        | Bloc           | Bloc           | Difficulté     | Difficulté     | Difficulté     | Total          | Rang           | Vitesse | Vitesse | Bloc     | Bloc    | Difficulté | Difficulté | Difficulté | Total   | Rang    |
| Athlète       | Compétition    | MT             | Rang           | Résultat       | Rang           | PA             | Temps          | Rang           | Total          | Rang           | MT      | Rang    | Résultat | Rang    | PA         | Temps      | Rang       | Total   | Rang    |
| ------------- | -------------- | -------------- | -------------- | -------------- | -------------- | -------------- | -------------- | -------------- | -------------- | -------------- | ------- | ------- | -------- | ------- | ---------- | ---------- | ---------- | ------- | ------- |
| Chon Jongwon  | Combiné hommes | 6 s 21         | 5e             | 1T3z 3 10      | 10e            | 26+            | 2 min 34 s     | 16e            | 800.00         | 10e            | Éliminé | Éliminé | Éliminé  | Éliminé | Éliminé    | Éliminé    | Éliminé    | Éliminé | Éliminé |
| Seo Chae-hyun | Combiné femmes | 10 s 1         | 17e            | 2T4z 5 5       | 5e             | 40+            | -              | 1re            | 85.00          | 2e             | 9 s 85  | 8e      | 0T0z 0 0 | 7e      | 35+        | -          | 2e         | 112     | 8e      |

### Escrime
| Athlète                                                | Compétition        | 1/32e de finale     | 1/16e de finale          | 1/8e de finale          | Quarts de finale         | Demi-finale Classement 5-8 | Finale 3e place Classement 5e, 7e places | Rang                                |
| Athlète                                                | Compétition        | Adversaire Score    | Adversaire Score         | Adversaire Score        | Adversaire Score         | Adversaire Score           | Adversaire Score                         | Rang                                |
| ------------------------------------------------------ | ------------------ | ------------------- | ------------------------ | ----------------------- | ------------------------ | -------------------------- | ---------------------------------------- | ----------------------------------- |
| Kweon Young-jun                                        | Épée individuelle  | Exempté             | Verwijlen Défaite 10-15  | Éliminé                 | Éliminé                  | Éliminé                    | Éliminé                                  | Éliminé                             |
| Ma Se-geon                                             | Épée individuelle  | Petrov Défaite 7-15 | Éliminé                  | Éliminé                 | Éliminé                  | Éliminé                    | Éliminé                                  | Éliminé                             |
| Park Sang-young                                        | Épée individuelle  | Exempté             | Hoyle Victoire 15-10     | Minobe Victoire 15-6    | Siklósi Défaite 12-15    | Éliminé                    | Éliminé                                  | Éliminé                             |
| Kweon Young-jun Ma Se-geon Park Sang-young Song Jae-ho | Épée par équipes   | Non disputé         | Non disputé              | Exemptés                | Suisse Victoire 44-39    | Japon Défaite 38-45        | Chine Victoire 45-42                     | Médaille de bronze, Jeux olympiques |
| Lee Kwang-hyun                                         | Fleuret individuel | Exempté             | Borodachev Défaite 14-15 | Éliminé                 | Éliminé                  | Éliminé                    | Éliminé                                  | Éliminé                             |
| Gu Bon-gil                                             | Sabre individuel   | Exempté             | Szabo Défaite 8-15       | Éliminé                 | Éliminé                  | Éliminé                    |                                          |                                     |
| Kim Jung-hwan                                          | Sabre individuel   | Exempté             | Lokhanov Victoire 15-11  | Dershwitz Victoire 15-9 | Ibragimov Victoire 15-14 | Samele Défaite 12-15       | Bazadze Victoire 15-11                   | Médaille de bronze, Jeux olympiques |
| Oh Sang-uk                                             | Sabre individuel   | Exempté             | Mackiewicz Victoire 15-7 | Amer Victoire 15-9      | Bazadze Défaite 13-15    | Éliminé                    | Éliminé                                  | Éliminé                             |
| Gu Bon-gil Kim Jung-hwan Oh Sang-uk Kim Jun-ho         | Sabre par équipes  | Non disputé         | Non disputé              | Exempté                 | Égypte Victoire 45-39    | Allemagne Victoire 45-42   | Italie Victoire 45-26                    | Médaille d'or, Jeux olympiques      |

| Athlète                                           | Compétition        | 1/16e de finale          | 1/8e de finale           | Quarts de finale          | Demi-finale Classement 5-8 | Finale 3e place Classement 5e, 7e places | Rang                                |
| Athlète                                           | Compétition        | Adversaire Score         | Adversaire Score         | Adversaire Score          | Adversaire Score           | Adversaire Score                         | Rang                                |
| ------------------------------------------------- | ------------------ | ------------------------ | ------------------------ | ------------------------- | -------------------------- | ---------------------------------------- | ----------------------------------- |
| Choi In-jeong                                     | Épée individuelle  | Murtazaeva Défaite 11-15 | Éliminée                 | Éliminée                  | Éliminée                   | Éliminée                                 | Éliminée                            |
| Kang Young-mi                                     | Épée individuelle  | Satō Défaite 14-15       | Éliminée                 | Éliminée                  | Éliminée                   | Éliminée                                 | Éliminée                            |
| Song Se-ra                                        | Épée individuelle  | Holmes Victoire 15-13    | Popescu Défaite 6-15     | Éliminée                  | Éliminée                   | Éliminée                                 | Éliminée                            |
| Choi In-jeong Kang Young-mi Song Se-ra Lee Hye-in | Épée par équipes   | Non disputé              | Non disputé              | États-Unis Victoire 38-33 | Chine Victoire 38-29       | Estonie Défaite 32-36                    | Médaille d'argent, Jeux olympiques  |
| Jeon Hee-sook                                     | Fleuret individuel | Azuma Victoire 11-10     | Chen Victoire 14-11      | Deriglazova Défaite 7-15  | Éliminée                   | Éliminée                                 | Éliminée                            |
| Choi Soo-yeon                                     | Sabre individuel   | Berder Victoire 15-11    | Márton Défaite 12-15     | Éliminée                  | Éliminée                   | Éliminée                                 | Éliminée                            |
| Kim Ji-yeon                                       | Sabre individuel   | Hafez Victoire 15-4      | Zagunis Défaite 12-15    | Éliminée                  | Éliminée                   | Éliminée                                 | Éliminée                            |
| Yoon Ji-su                                        | Sabre individuel   | Criscio Victoire 15-11   | Dayibekova Défaite 12-15 | Éliminée                  | Éliminée                   | Éliminée                                 | Éliminée                            |
| Choi Soo-yeon Kim Ji-yeon Yoon Ji-su Seo Ji-yeon  | Sabre par équipes  | Non disputé              | Exemptées                | Hongrie Victoire 45-40    | ROC Défaite 26-45          | Italie Victoire 45-42                    | Médaille de bronze, Jeux olympiques |

### Football
| Compétition      | Phase de groupe              | Phase de groupe       | Phase de groupe       | Phase de groupe | Quart de finale     | Demi-finale      | Finale / MB      | Finale / MB |
| Compétition      | Adversaire Score             | Adversaire Score      | Adversaire Score      | Rang            | Adversaire Score    | Adversaire Score | Adversaire Score | Rang        |
| ---------------- | ---------------------------- | --------------------- | --------------------- | --------------- | ------------------- | ---------------- | ---------------- | ----------- |
| Tournoi masculin | Nouvelle-Zélande Défaite 0-1 | Roumanie Victoire 4-0 | Honduras Victoire 6-0 | 1er             | Mexique Défaite 3-6 | Éliminés         | Éliminés         | Éliminés    |

### Golf
| Athlète       | Compétition       | Scores | Scores | Scores | Scores | Total     | Rang |
| Athlète       | Compétition       | Jour 1 | Jour 2 | Jour 3 | Jour 4 | Total     | Rang |
| ------------- | ----------------- | ------ | ------ | ------ | ------ | --------- | ---- |
| Im Sung-jae   | Épreuve masculine | 70     | 73     | 63     | 68     | 274 (-10) | 22e  |
| Kim Si-woo    | Épreuve masculine | 68     | 71     | 70     | 67     | 276 (-8)  | 32e  |
| Ko Jin-young  | Épreuve féminine  | 68     | 67     | 71     | 68     | 274 (-10) | 9e   |
| Inbee Park    | Épreuve féminine  | 69     | 70     | 71     | 69     | 279 (-5)  | 23e  |
| Kim Sei-young | Épreuve féminine  | 69     | 69     | 68     | 68     | 274 (-10) | 9e   |
| Kim Hyo-joo   | Épreuve féminine  | 70     | 68     | 70     | 67     | 275 (-9)  | 15e  |

### Gymnastique artistique
| Athlète       | Qualifications | Qualifications | Qualifications | Qualifications | Qualifications    | Qualifications | Qualifications | Qualifications | Finale   | Finale         | Finale   | Finale   | Finale            | Finale     | Finale   | Finale   |
| Athlète       | Appareil       | Appareil       | Appareil       | Appareil       | Appareil          | Appareil       | Total          | Rang           | Appareil | Appareil       | Appareil | Appareil | Appareil          | Appareil   | Total    | Rang     |
| Athlète       | Sol            | Cheval d'arçon | Anneaux        | Saut           | Barres parallèles | Barre fixe     | Total          | Rang           | Sol      | Cheval d'arçon | Anneaux  | Saut     | Barres parallèles | Barre fixe | Total    | Rang     |
| ------------- | -------------- | -------------- | -------------- | -------------- | ----------------- | -------------- | -------------- | -------------- | -------- | -------------- | -------- | -------- | ----------------- | ---------- | -------- | -------- |
| Kim Han-sol   | 14,900         | 11,833         | 13,600         | 14,333         | 13,666            | 12,800         | 81,032         | 39e            | Éliminés | Éliminés       | Éliminés | Éliminés | Éliminés          | Éliminés   | Éliminés | Éliminés |
| Lee Jun-ho    | 13,733         | 12,900         | 13,700         | 14,333         | 14,266            | 13,366         | 82,398         | 28e            | Éliminés | Éliminés       | Éliminés | Éliminés | Éliminés          | Éliminés   | Éliminés | Éliminés |
| Ryu Sung-hyun | 15,066         | 12,900         | 13,166         | 14,500         | 11,966            | 13,133         | 80,731         | 41e            | Éliminés | Éliminés       | Éliminés | Éliminés | Éliminés          | Éliminés   | Éliminés | Éliminés |
| Yang Hak-seon | -              | -              | -              | 14,366         | -                 | -              | 14,366         | 9e             | Éliminés | Éliminés       | Éliminés | Éliminés | Éliminés          | Éliminés   | Éliminés | Éliminés |
| Total         | 43,699         | 37,633         | 40,466         | 43,799         | 39,898            | 39,299         | 244,794        | 11e            | Éliminés | Éliminés       | Éliminés | Éliminés | Éliminés          | Éliminés   | Éliminés | Éliminés |

| Athlète       | Compétition      | Qualifications                 | Qualifications                 | Qualifications                 | Qualifications                 | Qualifications                 | Qualifications                 | Qualifications                 | Qualifications                 | Finale   | Finale         | Finale   | Finale   | Finale            | Finale     | Finale | Finale                         |
| Athlète       | Compétition      | Appareil                       | Appareil                       | Appareil                       | Appareil                       | Appareil                       | Appareil                       | Total                          | Rang                           | Appareil | Appareil       | Appareil | Appareil | Appareil          | Appareil   | Total  | Rang                           |
| Athlète       | Compétition      | Sol                            | Cheval d'arçon                 | Anneaux                        | Saut                           | Barres parallèles              | Barre fixe                     | Total                          | Rang                           | Sol      | Cheval d'arçon | Anneaux  | Saut     | Barres parallèles | Barre fixe | Total  | Rang                           |
| ------------- | ---------------- | ------------------------------ | ------------------------------ | ------------------------------ | ------------------------------ | ------------------------------ | ------------------------------ | ------------------------------ | ------------------------------ | -------- | -------------- | -------- | -------- | ----------------- | ---------- | ------ | ------------------------------ |
| Lee Jun-ho    | Concours général | Voir les résultats par équipes | Voir les résultats par équipes | Voir les résultats par équipes | Voir les résultats par équipes | Voir les résultats par équipes | Voir les résultats par équipes | Voir les résultats par équipes | Voir les résultats par équipes | 13,966   | 12,766         | 13,466   | 13,800   | 14,166            | 12,300     | 80,464 | 22e                            |
| Kim Han-sol   | Sol              | 14,900                         | -                              | -                              | -                              | -                              | -                              | 14,900                         | 5e                             | 13,066   | -              | -        | -        | -                 | -          | 13,066 | 8e                             |
| Ryu Sung-hyun | Sol              | 15,066                         | -                              | -                              | -                              | -                              | -                              | 15,066                         | 3e                             | 14,233   | -              | -        | -        | -                 | -          | 14,233 | 4e                             |
| Shin Jea-hwan | Saut de cheval   | -                              | -                              | -                              | 14,866                         | -                              | -                              | 14,866                         | 1er                            | -        | -              | -        | 14,783   | -                 | -          | 14,783 | Médaille d'or, Jeux olympiques |

| Athlète       | Compétition      | Qualifications | Qualifications      | Qualifications | Qualifications | Qualifications | Qualifications | Finale   | Finale              | Finale   | Finale   | Finale | Finale                              |
| Athlète       | Compétition      | Appareil       | Appareil            | Appareil       | Appareil       | Total          | Rang           | Appareil | Appareil            | Appareil | Appareil | Total  | Rang                                |
| Athlète       | Compétition      | Saut           | Barres asymétriques | Poutre         | Sol            | Total          | Rang           | Saut     | Barres asymétriques | Poutre   | Sol      | Total  | Rang                                |
| ------------- | ---------------- | -------------- | ------------------- | -------------- | -------------- | -------------- | -------------- | -------- | ------------------- | -------- | -------- | ------ | ----------------------------------- |
| Lee Yun-seo   | Concours général | 13,400         | 14,333              | 12,841         | 12,966         | 53,540         | 29e            | 13,400   | 14,300              | 11,266   | 12,666   | 51,632 | 21e                                 |
| Yeo Seo-jeong | Saut de cheval   | 14,800         | -                   | -              | -              | 14,800         | 5e             | 14,733   | -                   | -        | -        | 14,733 | Médaille de bronze, Jeux olympiques |

### Handball
| Compétition     | Phase de groupe       | Phase de groupe        | Phase de groupe      | Phase de groupe          | Phase de groupe  | Phase de groupe | Quart de finale     | Demi-finale      | Finale / 3e place | Finale / 3e place |
| Compétition     | Adversaire Score      | Adversaire Score       | Adversaire Score     | Adversaire Score         | Adversaire Score | Rang            | Adversaire Score    | Adversaire Score | Adversaire Score  | Rang              |
| --------------- | --------------------- | ---------------------- | -------------------- | ------------------------ | ---------------- | --------------- | ------------------- | ---------------- | ----------------- | ----------------- |
| Tournoi féminin | Norvège Défaite 27-39 | Pays-Bas Défaite 36-43 | Japon Victoire 27-24 | Monténégro Défaite 26-28 | Angola Nul 31-31 | 4e              | Suède Défaite 30-39 | Éliminées        | Éliminées         | Éliminées         |

### Haltérophilie
| Athlète        | Compétition            | Arraché  | Arraché | Épaulé-jeté | Épaulé-jeté | Total  | Rang    |
| Athlète        | Compétition            | Résultat | Rang    | Résultat    | Rang        | Total  | Rang    |
| -------------- | ---------------------- | -------- | ------- | ----------- | ----------- | ------ | ------- |
| Han Myeong-mok | Moins de 67 kg hommes  | 147 kg   | 3e      | 174 kg      | 4e          | 321 kg | 4e      |
| Yu Dong-ju     | Moins de 96 kg hommes  | 160 kg   | 10e     | 200 kg      | 8e          | 360 kg | 8e      |
| Jin Yun-seong  | Moins de 109 kg hommes | 180 kg   | 6e      | 220 kg      | 5e          | 400 kg | 6e      |
| Ham Eun-ji     | Moins de 55 kg femmes  | 85 kg    | 9e      | 116 kg      | 4e          | 201 kg | 7e      |
| Kim Su-hyeon   | Moins de 76 kg femmes  | 106 kg   | 5e      | 140 kg      | Abandon     | 106 kg | Abandon |
| Kang Yeoun-hee | Moins de 87 kg femmes  | 103 kg   | 9e      | 128 kg      | 9e          | 231 kg | 9e      |
| Lee Seon-mi    | Plus de 87 kg femmes   | 125 kg   | 3e      | 152 kg      | 4e          | 277 kg | 4e      |

### Judo
| Athlète                                                                     | Compétition            | 1er tour                  | 2e tour                     | Quart de finale          | Demi-finale                   | Repêchage                  | Finale / MB             | Rang                                |
| Athlète                                                                     | Compétition            | Adversaire Résultat       | Adversaire Résultat         | Adversaire Résultat      | Adversaire Résultat           | Adversaire Résultat        | Adversaire Résultat     | Rang                                |
| --------------------------------------------------------------------------- | ---------------------- | ------------------------- | --------------------------- | ------------------------ | ----------------------------- | -------------------------- | ----------------------- | ----------------------------------- |
| Kim Won-jin                                                                 | Moins de 60 kg hommes  | Exempté                   | Takabatake Victoire 10-00   | Smetov Défaite 00-10     | Non qualifié                  | Chkhvimiani Victoire 10-00 | Mkheidze Défaite 00-10  | 5e                                  |
| An Ba-ul                                                                    | Moins de 66 kg hommes  | Exempté                   | Sancho Victoire 10-00       | Gomboc Victoire 10-00    | Margvelashvili Défaite 00-01  | -                          | Lombardo Victoire 10-00 | Médaille de bronze, Jeux olympiques |
| An Chang-rim                                                                | Moins de 73 kg hommes  | Basile Victoire 01-00     | Turaev Victoire 01-00       | Butbul Victoire 01-00    | Shavdatuashvili Défaite 00-10 | -                          | Orucov Victoire 01-00   | Médaille de bronze, Jeux olympiques |
| Lee Sung-ho                                                                 | Moins de 81 kg hommes  | Elias Victoire 10-00      | Grigalashvili Défaite 00-10 | Éliminé                  | Éliminé                       | Éliminé                    | Éliminé                 | Éliminé                             |
| Gwak Dong-han                                                               | Moins de 90 kg hommes  | Anani Victoire 10-00      | Trippel Défaite 00-10       | Éliminé                  | Éliminé                       | Éliminé                    | Éliminé                 | Éliminé                             |
| Cho Gu-ham                                                                  | Moins de 100 kg hommes | Exempté                   | Kukolj Victoire 10-00       | Frey Victoire 01-00      | Fonseca Victoire 01-00        | -                          | Wolf Défaite 00-10      | Médaille d'argent, Jeux olympiques  |
| Kim Min-jong                                                                | Plus de 100 kg hommes  | Exempté                   | Harasawa Défaite 00-10      | Éliminé                  | Éliminé                       | Éliminé                    | Éliminé                 | Éliminé                             |
| Kang Yu-jeong                                                               | Moins de 48 kg femmes  | Štangar Défaite 01-10     | Éliminée                    | Éliminée                 | Éliminée                      | Éliminée                   | Éliminée                | Éliminée                            |
| Park Da-sol                                                                 | Moins de 52 kg femmes  | Cesar Victoire 11-00      | Kuzyutina Victoire 01-00    | Buchard Défaite 00-10    | Non qualifiée                 | Pupp Défaite 00-01         | Éliminée                | 7e                                  |
| Kim Ji-su                                                                   | Moins de 57 kg femmes  | Roper Victoire 10-00      | Cysique Défaite 00-01       | Éliminée                 | Éliminée                      | Éliminée                   | Éliminée                | Éliminée                            |
| Han Hee-ju                                                                  | Moins de 63 kg femmes  | Trstenjak Défaite 00-01   | Éliminée                    | Éliminée                 | Éliminée                      | Éliminée                   | Éliminée                | Éliminée                            |
| Kim Seong-yeon                                                              | Moins de 70 kg femmes  | Sophina Victoire 10-00    | Polleres Défaite 00-01      | Éliminée                 | Éliminée                      | Éliminée                   | Éliminée                | Éliminée                            |
| Yoon Hyun-ji                                                                | Moins de 78 kg femmes  | Papadakis Victoire 10-00  | Powell Victoire 11-00       | Steenhuis Victoire 10-00 | Malonga Défaite 00-10         | -                          | Aguiar Défaite 00-10    | 5e                                  |
| Han Mi-jin                                                                  | Plus de 78 kg femmes   | Savelkouls Victoire 01-00 | Slutskaya Victoire 10-00    | Kindzerska Défaite 00-11 | Non qualifiée                 | Sayit Défaite 00-10        | Éliminée                | 7e                                  |
| An Chang-rim Gwak Dong-han Kim Min-jong Han Mi-jin Kim Ji-su Kim Seong-yeon | Par équipes mixtes     | Mongolie Défaite 1-4      | Éliminés                    | Éliminés                 | Éliminés                      | Éliminés                   | Éliminés                | Éliminés                            |

### Karaté
| Athlète      | Compétition | Tour de qualification | Tour de qualification | Tour de qualification | Tour de qualification | Phase de classement | Phase de classement | Finale / MB                  | Rang |
| Athlète      | Compétition | 1er kata              | 2e kata               | Moyenne kata          | Place                 | 3e kata             | Place               | Adversaire Résultat          | Rang |
| ------------ | ----------- | --------------------- | --------------------- | --------------------- | --------------------- | ------------------- | ------------------- | ---------------------------- | ---- |
| Park Hee-jun | Kata hommes | 25,72                 | 25,52                 | 25,62                 | 3e                    | 25,98               | 3e                  | Sofuoğlu Défaite 26,14-27,26 | 5e   |

### Lutte
| Athlète      | Compétition | Qualification        | Huitième de finale     | Quart de finale     | Demi-finale         | Repêchage           | Finale 3e place Classement | Rang    |
| Athlète      | Compétition | Adversaire Résultat  | Adversaire Résultat    | Adversaire Résultat | Adversaire Résultat | Adversaire Résultat | Adversaire Résultat        | Rang    |
| ------------ | ----------- | -------------------- | ---------------------- | ------------------- | ------------------- | ------------------- | -------------------------- | ------- |
| Ryu Han-su   | 67 kg       | Merabet Victoire 8-0 | El-Sayed Défaite 6-7   | Éliminé             | Éliminé             | Éliminé             | Éliminé                    | Éliminé |
| Kim Min-seok | 130 kg      | Non disputé          | Mirzazadeh Défaite 0-6 | Éliminé             | Éliminé             | Éliminé             | Éliminé                    | Éliminé |

### Natation
| Athlète                                                | Épreuve                       | Série          | Série | Demi-finale   | Demi-finale | Finale        | Finale    |
| Athlète                                                | Épreuve                       | Temps          | Rang  | Temps         | Rang        | Temps         | Rang      |
| ------------------------------------------------------ | ----------------------------- | -------------- | ----- | ------------- | ----------- | ------------- | --------- |
| Hwang Sun-woo                                          | 50 m nage libre masculin      | 22 s 74        | 39e   | Éliminé       | Éliminé     | Éliminé       | Éliminé   |
| Hwang Sun-woo                                          | 100 m nage libre masculin     | 47 s 97        | 6e    | 47 s 56 AS    | 4e          | 47 s 82       | 5e        |
| Hwang Sun-woo                                          | 200 m nage libre masculin     | 1 min 44 s 62  | 1er   | 1 min 45 s 53 | 6e          | 1 min 45 s 26 | 7e        |
| Lee Ho-joon                                            | 400 m nage libre masculin     | 3 min 53 s 26  | 26e   | Non disputé   | Non disputé | Éliminé       | Éliminé   |
| Cho Sung-jae                                           | 100 m brasse masculin         | 59 s 99        | 20e   | Éliminé       | Éliminé     | Éliminé       | Éliminé   |
| Cho Sung-jae                                           | 200 m brasse masculin         | 2 min 10 s 17  | 19e   | Éliminé       | Éliminé     | Éliminé       | Éliminé   |
| Lee Ju-ho                                              | 100 m dos masculin            | 53 s 84        | 47e   | Éliminé       | Éliminé     | Éliminé       | Éliminé   |
| Lee Ju-ho                                              | 200 m dos masculin            | 1 min 56 s 77  | 4e    | 1 min 56 s 93 | 11e         | Éliminé       | Éliminé   |
| Moon Seung-woo                                         | 100 m papillon masculin       | 53 s 59        | 47e   | Éliminé       | Éliminé     | Éliminé       | Éliminé   |
| Moon Seung-woo                                         | 200 m papillon masculin       | 1 min 58 s 9   | 28e   | Éliminé       | Éliminé     | Éliminé       | Éliminé   |
| Hwang Sun-woo Kim Woo-min Lee Ho-joon Lee Yoo-yeon     | 4 × 200 m nage libre masculin | 7 min 15 s 3   | 13e   | Non disputé   | Non disputé | Éliminés      | Éliminés  |
| An Se-hyeon                                            | 100 m papillon féminin        | 59 s 32        | 23e   | Éliminée      | Éliminée    | Éliminée      | Éliminée  |
| Han Da-kyung                                           | 400 m nage libre féminin      | 4 min 16 s 49  | 21e   | Non disputé   | Non disputé | Éliminée      | Éliminée  |
| Han Da-kyung                                           | 800 m nage libre féminin      | 8 min 46 s 66  | 28e   | Non disputé   | Non disputé | Éliminée      | Éliminée  |
| Han Da-kyung                                           | 1 500 m nage libre féminin    | 16 min 33 s 59 | 28e   | Non disputé   | Non disputé | Éliminée      | Éliminée  |
| Kim Seo-yeong                                          | 200 m 4 nages féminin         | 2 min 11 s 54  | 15e   | 2 min 11 s 38 | 12e         | Éliminée      | Éliminée  |
| Lee Eun-ji                                             | 100 m dos féminin             | 1 min 0 s 14   | 20e   | Éliminée      | Éliminée    | Éliminée      | Éliminée  |
| Lee Eun-ji                                             | 200 m dos féminin             | 2 min 11 s 72  | 18e   | Éliminée      | Éliminée    | Éliminée      | Éliminée  |
| An Se-hyeon Han Da-kyung Jung Hyun-young Kim Seo-yeong | 4 × 200 m nage libre féminin  | 8 min 11 s 16  | 14e   | Non disputé   | Non disputé | Éliminées     | Éliminées |

### Pentathlon moderne
| Athlète       | Compétition           | Escrime (épée, une touche) | Escrime (épée, une touche) | Natation (200 m nage libre) | Natation (200 m nage libre) | Natation (200 m nage libre) | Équitation (saut d'obstacles) | Équitation (saut d'obstacles) | Équitation (saut d'obstacles) | Combiné course/tir (3 200 m / pistolet à 10 m) | Combiné course/tir (3 200 m / pistolet à 10 m) | Combiné course/tir (3 200 m / pistolet à 10 m) | Total | Rang                                |
| Athlète       | Compétition           | Rang                       | Points                     | Temps                       | Rang                        | Points                      | Pénalités                     | Rang                          | Points                        | Temps                                          | Rang                                           | Points                                         | Total | Rang                                |
| ------------- | --------------------- | -------------------------- | -------------------------- | --------------------------- | --------------------------- | --------------------------- | ----------------------------- | ----------------------------- | ----------------------------- | ---------------------------------------------- | ---------------------------------------------- | ---------------------------------------------- | ----- | ----------------------------------- |
| Jun Woong-tae | Compétition masculine | 9e                         | 226                        | 1 min 57 s 23               | 6e                          | 316                         | 11                            | 11e                           | 289                           | 11 min 1 s 84                                  | 7e                                             | 639                                            | 1 470 | Médaille de bronze, Jeux olympiques |
| Jung Jin-hwa  | Compétition masculine | 5e                         | 238                        | 1 min 57 s 85               | 7e                          | 315                         | 7                             | 6e                            | 293                           | 11 min 21 s 95                                 | 17e                                            | 619                                            | 1 466 | 4e                                  |
| Kim Se-hee    | Compétition féminine  | 2e                         | 246                        | 2 min 16 s 36               | 21e                         | 278                         | 14                            | 18e                           | 286                           | 13 min 0 s 70                                  | 24e                                            | 520                                            | 1 330 | 11e                                 |
| Kim Sun-woo   | Compétition féminine  | 14e                        | 214                        | 2 min 16 s 36               | 21e                         | 278                         | 16                            | 21e                           | 284                           | 13 min 7 s 80                                  | 27e                                            | 513                                            | 1 296 | 17e                                 |

### Plongeon
| Athlète                  | Compétition                             | Éliminatoires | Éliminatoires | Demi-finale | Demi-finale | Finale   | Finale   |
| Athlète                  | Compétition                             | Points        | Rang          | Points      | Rang        | Points   | Rang     |
| ------------------------ | --------------------------------------- | ------------- | ------------- | ----------- | ----------- | -------- | -------- |
| Kim Yeong-nam            | Tremplin à 3 mètres hommes              | 286,80        | 28e           | Éliminé     | Éliminé     | Éliminé  | Éliminé  |
| Kim Yeong-taek           | Haut-vol à 10 mètres hommes             | 366,80        | 18e           | 374,90      | 15e         | Éliminé  | Éliminé  |
| Woo Ha-ram               | Tremplin à 3 mètres hommes              | 452,45        | 5e            | 403,15      | 12e         | 481,85   | 4e       |
| Woo Ha-ram               | Haut-vol à 10 mètres hommes             | 427,25        | 7e            | 374,50      | 16e         | Éliminé  | Éliminé  |
| Kim Yeong-nam Woo Ha-ram | Haut-vol à 10 mètres synchronisé hommes | Non disputé   | Non disputé   | Non disputé | Non disputé | 396,12   | 7e       |
| Kim Su-ji                | Tremplin à 3 mètres femmes              | 304,20        | 7e            | 283,90      | 15e         | Éliminée | Éliminée |
| Kwon Ha-lim              | Tremplin à 3 mètres femmes              | 278,00        | 19e           | Éliminée    | Éliminée    | Éliminée | Éliminée |

### Rugby à sept
| Compétition      | Phase de groupe               | Phase de groupe        | Phase de groupe        | Phase de groupe | Quart de finale / MC | Matchs de classement | Matchs de classement | Matchs de classement |
| Compétition      | Adversaire Score              | Opposition Score       | Opposition Score       | Rang            | Opposition Score     | Opposition Score     | Opposition Score     | Rang                 |
| ---------------- | ----------------------------- | ---------------------- | ---------------------- | --------------- | -------------------- | -------------------- | -------------------- | -------------------- |
| Tournoi masculin | Nouvelle-Zélande Défaite 5-50 | Australie Défaite 5-42 | Argentine Défaite 0-56 | 4e              | Non qualifié         | Irlande Défaite 0-31 | Japon Défaite 19-31  | 12e                  |

### Taekwondo
| Athlète       | Compétition           | Huitièmes de finale       | Quarts de finale         | Demi-finale              | Repêchage 1          | Repêchage 2             | Finale / MB            | Rang                                |
| Athlète       | Compétition           | Adversaire Résultat       | Adversaire Résultat      | Adversaire Résultat      | Adversaire Résultat  | Adversaire Résultat     | Adversaire Résultat    | Rang                                |
| ------------- | --------------------- | ------------------------- | ------------------------ | ------------------------ | -------------------- | ----------------------- | ---------------------- | ----------------------------------- |
| Jang Jun      | Moins de 58 kg hommes | Barbosa Victoire 26-6     | Vicente Victoire 24-19   | Jendoubi Défaite 19-25   | Non disputé          | Exempté                 | Salim Victoire 46-16   | Médaille de bronze, Jeux olympiques |
| Lee Dae-hoon  | Moins de 68 kg hommes | Rashitov Défaite 19-21    | Non qualifié             | Non qualifié             | Fofana Victoire 11-9 | Hosseini Victoire 30-21 | Zhao Défaite 15-17     | 5e                                  |
| In Kyo-don    | Plus de 80 kg hommes  | Mansouri Victoire 13-12   | Zhaparov Victoire 10-2   | Georgievski Défaite 6-12 | Non disputé          | Exempté                 | Trajkovič Victoire 5-4 | Médaille de bronze, Jeux olympiques |
| Sim Jae-young | Moins de 49 kg femmes | El-Bouchti Victoire 19-10 | Yamada Défaite 7-16      | Éliminée                 | Éliminée             | Éliminée                | Éliminée               | Éliminée                            |
| Lee Ah-reum   | Moins de 57 kg femmes | Lo Défaite 18-20          | Éliminée                 | Éliminée                 | Éliminée             | Éliminée                | Éliminée               | Éliminée                            |
| Lee Da-bin    | Plus de 67 kg femmes  | Traoré Victoire 17-13     | Rodríguez Victoire 23-14 | Walkden Victoire 25-24   | Non disputé          | Exempté                 | Mandić Défaite 6-10    | Médaille d'argent, Jeux olympiques  |

### Tennis
| Athlète       | Épreuve          | 1/32e de finale         | 1/16e de finale     | 1/8e de finale      | Quarts de finale    | Demi-finale         | Finale / MB         | Rang    |
| Athlète       | Épreuve          | Adversaire Résultat     | Adversaire Résultat | Adversaire Résultat | Adversaire Résultat | Adversaire Résultat | Adversaire Résultat | Rang    |
| ------------- | ---------------- | ----------------------- | ------------------- | ------------------- | ------------------- | ------------------- | ------------------- | ------- |
| Kwon Soon-woo | Simple messieurs | Tiafoe Défaite 3-6, 2-6 | Éliminé             | Éliminé             | Éliminé             | Éliminé             | Éliminé             | Éliminé |

### Tennis de table
| Athlète(s)                                | Compétition        | Tour préliminaire | 1er tour             | 2e tour          | 3e tour                | 4e tour               | Quarts de finale           | Demi-finale       | Finale / MB       | Rang      |
| Athlète(s)                                | Compétition        | Adversaire Score  | Adversaire Score     | Adversaire Score | Adversaire Score       | Adversaire Score      | Adversaire Score           | Adversaire Score  | Adversaire Score  | Rang      |
| ----------------------------------------- | ------------------ | ----------------- | -------------------- | ---------------- | ---------------------- | --------------------- | -------------------------- | ----------------- | ----------------- | --------- |
| Jang Woo-jin                              | Simple messieurs   | Exempté           | Exempté              | Exempté          | Drinkhall Victoire 4-1 | Calderano Défaite 3-4 | Éliminé                    | Éliminé           | Éliminé           | Éliminé   |
| Jeoung Young-sik                          | Simple messieurs   | Exempté           | Exempté              | Exempté          | Ghiónis Victoire 4-3   | Boll Victoire 4-1     | Fan Défaite 0-4            | Éliminé           | Éliminé           | Éliminé   |
| Jang Woo-jin Jeoung Young-sik Lee Sang-su | Par équipes hommes | Non disputé       | Non disputé          | Non disputé      | Non disputé            | Slovénie Victoire 3-1 | Brésil Victoire 3-0        | Chine Défaite 0-3 | Japon Défaite 1-3 | 4e        |
| Jeon Ji-hee                               | Simple dames       | Exempté           | Exempté              | Exempté          | Yuan Victoire 4-3      | Liu Victoire 4-1      | Ito Défaite 0-4            | Éliminée          | Éliminée          | Éliminée  |
| Shin Yu-bin                               | Simple dames       | Exempté           | Edghill Victoire 4-0 | Ni Victoire 4-3  | Doo Défaite 2-4        | Éliminée              | Éliminée                   | Éliminée          | Éliminée          | Éliminée  |
| Choi Hyo-joo Jeon Ji-hee Shin Yu-bin      | Par équipes femmes | Non disputé       | Non disputé          | Non disputé      | Non disputé            | Pologne Victoire 3-0  | Allemagne Défaite 2-3      | Éliminées         | Éliminées         | Éliminées |
| Lee Sang-su Jeon Ji-hee                   | Double mixte       | Non disputé       | Non disputé          | Non disputé      | Non disputé            | Égypte Victoire 4-1   | Taipei chinois Défaite 2-4 | Éliminés          | Éliminés          | Éliminés  |

### Tir
| Athlète      | Compétition                   | Qualification | Qualification | Finale      | Finale      |
| Athlète      | Compétition                   | Points        | Rang          | Points      | Rang        |
| ------------ | ----------------------------- | ------------- | ------------- | ----------- | ----------- |
| Jin Jong-oh  | Pistolet à air comprimé 10 m, | 576           | 15e           | Éliminé     | Éliminé     |
| Kim Mo-se    | Pistolet à air comprimé 10 m, | 579           | 6e            | 115,8       | 8e          |
| Han Dae-yoon | Pistolet à 25 m tir rapide,   | 585           | 3e            | 22          | 4e          |
| Song Jong-ho | Pistolet à 25 m tir rapide,   | Disqualifié   | Disqualifié   | Disqualifié | Disqualifié |
| Nam Tae-yun  | Carabine à air comprimé 10 m  | 627,2         | 12e           | Éliminé     | Éliminé     |
| Kim Sang-do  | Carabine à air comprimé 10 m  | 625,1         | 24e           | Éliminé     | Éliminé     |
| Kim Sang-do  | Carabine à 50 m 3 positions   | 1 164         | 24e           | Éliminé     | Éliminé     |
| Lee Jong-jun | Skeet,                        | 121           | 13e           | Éliminé     | Éliminé     |

| Athlète       | Compétition                   | Qualification | Qualification | Finale     | Finale                             |
| Athlète       | Compétition                   | Points        | Rang          | Points     | Rang                               |
| ------------- | ----------------------------- | ------------- | ------------- | ---------- | ---------------------------------- |
| Choo Ga-eun   | Pistolet à air comprimé 10 m  | 573           | 16e           | Éliminée   | Éliminée                           |
| Kim Bo-mi     | Pistolet à air comprimé 10 m  | 570           | 24e           | Éliminée   | Éliminée                           |
| Kim Min-jung  | Pistolet à 25 m,              | 584           | 8e            | 38 (+1) OR | Médaille d'argent, Jeux olympiques |
| Kwak Jung-hye | Pistolet à 25 m,              | 579           | 21e           | Éliminée   | Éliminée                           |
| Kwon Eun-ji   | Carabine à air comprimé 10 m, | 630,9         | 4e            | 145,4      | 7e                                 |
| Park Hee-moon | Carabine à air comprimé 10 m, | 631,7         | 2e            | 119,1      | 8e                                 |
| Bae Sang-hee  | Carabine à 50 m 3 positions,  | 1 164         | 20e           | Éliminée   | Éliminée                           |
| Cho Eun-young | Carabine à 50 m 3 positions,  | 1 155         | 32e           | Éliminée   | Éliminée                           |

| Athlète                   | Compétition                   | Qualification 1 | Qualification 1 | Qualification 2 | Qualification 2 | Finale / 3e place                 | Finale / 3e place |
| Athlète                   | Compétition                   | Points          | Rang            | Points          | Rang            | Adversaie Résultat                | Rang              |
| ------------------------- | ----------------------------- | --------------- | --------------- | --------------- | --------------- | --------------------------------- | ----------------- |
| Jin Jong-oh Choo Ga-eun   | Pistolet à air comprimé 10 m, | 575             | 9e              | Éliminés        | Éliminés        | Éliminés                          | Éliminés          |
| Kim Mo-se Kim Bo-mi       | Pistolet à air comprimé 10 m, | 573             | 11e             | Éliminés        | Éliminés        | Éliminés                          | Éliminés          |
| Kim Sang-do Park Hee-moon | Carabine à air comprimé 10 m, | 623,3           | 20e             | Éliminés        | Éliminés        | Éliminés                          | Éliminés          |
| Nam Tae-yun Kwon Eun-ji   | Carabine à air comprimé 10 m, | 630,5           | 3e              | 417,5           | 3e              | Kamenskiy / Karimova Défaite 9-17 | 4e                |

### Tir à l'arc
| Athlète                             | Compétition         | Tour préliminaire | Tour préliminaire | 1er tour              | 2e tour                 | 3e tour                 | Quarts de finale    | Demi-finale              | Finale / 3e place           | Rang                           |
| Athlète                             | Compétition         | Score             | Rang              | Adversaire Score      | Adversaire Score        | Adversaire Score        | Adversaire Score    | Adversaire Score         | Adversaire Score            | Rang                           |
| ----------------------------------- | ------------------- | ----------------- | ----------------- | --------------------- | ----------------------- | ----------------------- | ------------------- | ------------------------ | --------------------------- | ------------------------------ |
| Kim Je-deok                         | Individuel hommes,  | 688               | 1er               | David Victoire 6-0    | Kahllund Défaite3-7     | Éliminé                 | Éliminé             | Éliminé                  | Éliminé                     | Éliminé                        |
| Oh Jin-hyek                         | Individuel hommes,  | 681               | 3e                | Hammed Victoire 6-0   | Das Défaite 5-6         | Éliminé                 | Éliminé             | Éliminé                  | Éliminé                     | Éliminé                        |
| Kim Woo-jin                         | Individuel hommes,  | 680               | 4e                | Balogh Victoire 6-0   | Plihon Victoire 6-2     | Mohamad Victoire 6-0    | Tang Défaite 4-6    | Éliminé                  | Éliminé                     | Éliminé                        |
| Kim Je-deok Kim Woo-jin Oh Jin-hyek | Par équipes hommes, | 2 049             | 1er               | Non disputé           | Non disputé             | Exemptés                | Inde Victoire 6-0   | Japon Victoire 5-4       | Taipei chinois Victoire 6-0 | Médaille d'or, Jeux olympiques |
| An San                              | Individuel femmes,  | 680               | 1re               | Hourtou Victoire 6-0  | dos Santos Victoire 7-1 | Hayakawa Victoire 6-4   | Kumari Victoire 6-4 | Brown Victoire 6-5       | Osipova Victoire 6-5        | Médaille d'or, Jeux olympiques |
| Jang Min-hee                        | Individuel femmes,  | 677               | 2e                | Adam Victoire 6-0     | Nakamura Défaite 2-6    | Éliminée                | Éliminée            | Éliminée                 | Éliminée                    | Éliminée                       |
| Kang Chae-young                     | Individuel femmes,  | 675               | 3e                | Espinosa Victoire 6-0 | Marchenko Victoire 7-1  | Anagöz Victoire 6-2     | Osipova Défaite 1-7 | Éliminée                 | Éliminée                    | Éliminée                       |
| An San Jang Min-hee Kang Chae-young | Par équipes femmes, | 2 032             | 1re               | Non disputé           | Non disputé             | Exemptées               | Italie Victoire 6-0 | Biélorussie Victoire 5-1 | ROC Victoire 6-0            | Médaille d'or, Jeux olympiques |
| Kim Je-deok An San                  | Par équipe mixte,   | 1 368             | 1er               | Non disputé           | Non disputé             | Bangladesh Victoire 6-0 | Inde Victoire 6-2   | Mexique Victoire 5-1     | Pays-Bas Victoire 5-3       | Médaille d'or, Jeux olympiques |

### Voile
| Athlète                   | Compétition  | Régate | Régate | Régate | Régate | Régate | Régate | Régate | Régate | Régate | Régate | Régate      | Régate      | Régate | Total net | Rang final |
| Athlète                   | Compétition  | 1      | 2      | 3      | 4      | 5      | 6      | 7      | 8      | 9      | 10     | 11          | 12          | CM     | Total net | Rang final |
| ------------------------- | ------------ | ------ | ------ | ------ | ------ | ------ | ------ | ------ | ------ | ------ | ------ | ----------- | ----------- | ------ | --------- | ---------- |
| Park Gun-woo Cho Sung-min | 470 hommes   | 17     | 16     | 14     | 15     | 3      | 17     | 15     | 14     | 1      | 9      | Non disputé | Non disputé | EL     | 104       | 14e        |
| Ha Jee-min                | Laser hommes | 20     | 8      | 26     | 7      | 7      | 10     | 6      | 14     | 10     | 6      | Non disputé | Non disputé | 10     | 98        | 7e         |
| Cho Won-woo               | RS:X hommes  | 22     | 15     | 21     | 22     | 7      | 26     | 10     | 14     | 9      | 11     | 18          | 18          | EL     | 167       | 17e        |

### Volley-ball
| Compétition     | Phase de groupe    | Phase de groupe    | Phase de groupe                     | Phase de groupe    | Phase de groupe    | Phase de groupe | Quart de finale      | Demi-finale        | Finale / 3e place  | Finale / 3e place |
| Compétition     | Adversaire Score   | Adversaire Score   | Adversaire Score                    | Adversaire Score   | Adversaire Score   | Rang            | Adversaire Score     | Adversaire Score   | Adversaire Score   | Rang              |
| --------------- | ------------------ | ------------------ | ----------------------------------- | ------------------ | ------------------ | --------------- | -------------------- | ------------------ | ------------------ | ----------------- |
| Tournoi féminin | Brésil Défaite 0-3 | Kenya Victoire 3-0 | République dominicaine Victoire 3-2 | Japon Victoire 3-2 | Serbie Défaite 0-3 | 3e              | Turquie Victoire 3-2 | Brésil Défaite 0-3 | Serbie Défaite 0-3 | 4e                |